# Christoph 100
Christoph 100 ist der Funkrufname eines in Berlin von der DRF Luftrettung betriebenen Rettungshubschraubers (RTH), der im Rettungsdienst der Berliner Feuerwehr zur Luftrettung eingesetzt wird. Er ist am Helios Klinikum Berlin-Buch stationiert und operiert im Umkreis von 60 Kilometern.
Christoph 100 ist seit Januar 2024, nach dem Rettungshubschrauber Christoph 31 und dem Intensivtransporthubschrauber (ITH) Christoph Berlin, das dritte in Berlin betriebene Luftrettungsmittel.

## Station, Einsatz und Besatzung
Der Hubschrauber vom Typ Airbus Helicopters H145 (D-3) ist täglich von 6 bis 22 Uhr in Einsatzbereitschaft. Er wird von der Leitstelle der Berliner Feuerwehr zu Rettungseinsätzen mit Notarztindikation alarmiert, wenn andere geeignete Rettungsmittel nicht rechtzeitig zur Verfügung stehen oder die Art der Verletzung den Transport eines Patienten mittels Hubschrauber erforderlich macht. Dieser Rettungshubschrauber kann als sogenannter Dual-Use-Hubschrauber auf Anforderung, bei Nichtverfügbarkeit anderer Intensivtransportmittel, auch für Interhospitaltransporte eingesetzt werden (während Christoph Berlin als ITH bei Bedarf auch für Notfalleinsätze eingesetzt werden kann).
Die Luftrettungsstation in Berlin-Buch wurde im Auftrag der Senatsverwaltung für Inneres und Sport errichtet. Die Crew des Rettungshubschraubers besteht aus einem Piloten, einem Co-Piloten, einem Notfallsanitäter und einem Notarzt. Das im Zwei-Schicht-Betrieb arbeitende Team besteht Stand Mai 2024 aus acht Piloten, elf Notfallsanitätern und 15 Notärzten. Die Piloten werden von der DRF Luftrettung gestellt, das medizinische Personal (Notfallsanitäter und Notärzte) jeweils hälftig von der Berliner Feuerwehr und dem Bundeswehrkrankenhaus Berlin.
Der Hubschrauber soll zukünftig, anders als der erste Berliner Rettungshubschrauber Christoph 31 und der Intensivtransporthubschrauber Christoph Berlin, mit einem Windenbetrieb ausgestattet werden und somit eine Windenrettung ermöglichen. Im Gegensatz zu Christoph 31 geht die Dienstzeit dieses Hubschraubers aufgrund einer Randzeitenerweiterung nicht von Sonnenaufgang bis Sonnenuntergang, sondern täglich von 6 bis 22 Uhr, während Christoph Berlin rund um die Uhr eingesetzt werden kann. Bei Luftrettungseinsätzen in der Dunkelheit nutzen die Piloten Nachtsichtgeräte (Night Vision Goggles).

## Geschichte
Im Mai 2019 wurde im Rahmen der Neuvergabe der Luftrettung in Berlin ein drittes Luftrettungsmittel unter der vorläufigen Bezeichnung Christoph 31 Bravo und eine dazugehörige an einem zu der Zeit noch nicht festgelegten Ort neu zu errichtende dritte Luftrettungsstation ausgeschrieben. Den Zuschlag für den Betrieb bis 31. Dezember 2027 mit einer zweijährigen Verlängerungsoption erhielt die DRF Luftrettung. Im April 2022 wurde der Standort für die Luftrettungsstation am Helios Klinikum Berlin-Buch festgelegt.
Christoph 100 wurde am 2. Januar 2024 im Regelbetrieb in Dienst gestellt, um die beiden bereits in Berlin vorhandenen Luftrettungsmittel zu ergänzen. Zum Einsatz kommt ein Hubschrauber vom Typ Airbus Helicopters H145 (D-3). Die Luftrettungsstation wurde offiziell am 8. Mai 2024 eingeweiht. Bis dahin wurde der Hubschrauber bereits zu rund 500 Einsätzen alarmiert, davon etwas 100 in der Dunkelheit.
Seit Januar 2025 ist die H145 D-3 zusätzlich mit einer Rettungswinde ausgerüstet.

## Sonstiges
Der Name Christoph geht auf den heiligen Christophorus zurück, den Schutzpatron der Reisenden und Nothelfer für Rettung aus höchster Gefahr. Nach ihm tragen alle deutschen Rettungshubschrauber den BOS-Funk-Rufnamen Christoph, gefolgt von einer Nummer bei Rettungshubschraubern und einer Bezeichnung zum Standort bei Intensivtransporthubschraubern.